# リーベル王寺
リーベル王寺（リーベルおうじ）は、奈良県北葛城郡王寺町のJR・近鉄王寺駅北口にある、商業施設・王寺町地域交流センター・集合住宅・駐車場からなる複合施設。なお、リーベルとは、ドイツ語で愛を意味する「リーベ」とやわらぎの鐘を意味する「ベル」を合わせた造語である。

## 概要
王寺駅前久度地区中央街区第一種市街地再開発事業の一環として2000年（平成13年）に西友の進出が正式決定し、2001年（平成13年）6月16日に起工し、2004年（平成16年）4月14日に全面オープンした。東館・西館に分かれており、王寺町近辺の商業中心地となっている。また、商業施設だけでなくマンションや王寺町地域交流センターが入居しており、生活支援施設としての役割も担っている。
両館とも2階が王寺駅とペデストリアンデッキで繋がれており、駅から直接行くことができる。
2024年、西友を1階部分のみに縮小、2階3階にはエディオンなど8店舗の専門店が入るリニューアルを行った。

### 東館
1階から3階までは西友王寺店や専門店、立体駐車場などが、5階は王寺町地域交流センターが入居しており、8階から11階はマンションになっている。地下1階にはフードコートがあり、学生などで賑わっている。
なお、外観デザインは都市景観を考慮し、柱梁は伝統建築を、屋根は寺院をイメージしたものになっている。高さは40mである。

#### 主なテナント
- 西友王寺店[1]
- エディオン
- 奈良中央信用金庫王寺支店
- 王寺町地域交流センター
  - 住民サービスステーション（王寺町役場北出張所）
  - コミュニケーションプラザ
  - 王寺町保健センター
  - 奈良県健康ステーション（王寺）
  - まっち★ジョブ王寺～ハローワーク

### 西館
地下1階から3階まで金融機関や学習塾、クリニックモールなどが入居しており、4階から11階はマンションになっている。

#### 主なテナント
- 王寺駅前郵便局
- 三菱UFJ銀行大和王寺支店